# La Voz de Avilés
La Voz de Avilés es un diario editado en la ciudad española de Avilés desde 1908. El diario es a su vez propiedad de la misma empresa que edita el periódico gijonés El Comercio, formando parte del grupo Vocento.

## Historia
Fue fundado el 26 de enero de 1908 por Manuel González Wes, quien sería su primer director y, posteriormente, propietario del mismo. Tras el fallecimiento de González Wes le sucedería como director su hijo, Juan González Wes Dinten. El diario, de ideología conservadora templada, mantuvo una línea cercana a los reformistas de Melquíades Álvarez. En 1936, tras el estallido de la Guerra civil, el diario dejó de editarse, si bien volvería a aparecer nuevamente en 1942.
En 1996 el diario fue adquirido por el grupo Vocento, situación que se ha mantenido hasta la actualidad.

## Premios La Voz de Avilés
Desde el año 2004, La Voz de Avilés entrega sus premios anuales a la Iniciativa Empresarial, Acción Social, Cultura y Deporte
Iniciativa empresarial
2022 Fertiberia
2021 AZSA
2020 La Curtidora
2019 Grupo Baldajos
2018 Cámara de Comercio
2017 Centro I+D Arcelor
2016 Hospital San Agustín 
2015 Puerto de Avilés
2014 Daniel Alonso
2013 Embutidos Vallina
2012 CSC
2011 Grupo Arias
2010 Supercash
2009 Familia Loya
2008 Saint-Gobain
2007 José Luis Vigil, Joluvi
2006 Astilleros Ría de Avilés e IPSA
2005 Julián Rus, Los Telares
2004 José Ramón Álvarez Rendueles, presidente de Aceralia
Acción social
2022 Fraternidad de Francisco
2021 Donantes de Sangre
2020 Personal del área sanitaria III
2019 Fundación Secretariado Gitano
2018 Movimiento feminista de la comarca
2017 Rey Pelayo
2016 Cáritas
2015 Carlos López Otín
2014 Mavea
2013 Cruz Roja
2012 Unidad Salud Mental Área III
2011 Semana Solidaria de Llaranes
2010 Mercedes G. Ureña, Amigos contra la droga
2009 Difac
2008 Tomás Villacampa
2007 Asilo de Avilés
Acción Cultural
2022 Asociación Pedro Menéndez
2021 Vicente Menéndez-Santarúa
2020 Marc Vigil
2019 Escuela de Artes y Oficios
2018 Jornadas del cómic y Celsius 232
2017 Filarmónica Avilesina
2016 Favila
2015 Cofradía del Colesterol
2014 José Manuel Feito
2013 Béznar Arias
2012 Dixebra
2011 Óscar Niemeyer
2010 Tejedor
2009 Fundación Centro Niemeyer
2008 Ramón Rodríguez
2006 Luz Casal
2005 José María Martinez, Conservatorio
2004 Antonio Ripoll, director de la FMC
Deporte
2022 Belenos Rugby Club
2021 José Antonio Suárez, Pepete
2020 Jorge García
2019 Alba García
2018 Real Club de Tenis
2017 Dacal y Alfonso Menéndez Vallín
2016 Escudería Avilesina
2015 Club deportivo Quirinal
2014 Francisco Mendoza
2013 Manuel Galé
2012 Maximino González
2011 Irene Alfonso
2010 Grupo de Montaña Ensidesa
2009 Marcelo Campanal
2008 Real Avilés
2007 Atlética Avilesina
2006 Maribel García
2005 Rubén Garabaya
2004 Esteban Suárez